# La Statira
La Statira är en opera i tre akter med musik av Tomaso Albinoni och libretto av Apostolo Zeno och Pietro Pariati.
Operan härrör från Albinonis tidiga musiktid vilken kännetecknades av utsirad och rytmiskt intrikata melodier. Recitativen är metriskt korrekta och berättande men huvudrollen innehas alltid av ariorna. Akt III innehåller ett trio som är ett bra exempel på Albinonis kontrapunktiska mästerskap. 
Operans handling kretsar kring Barsinas och Statiras kamp om Persiens tron. Barsina är dotter till den landsflyktige kung Ciro (Cyrus), medan Statira är dotter till mannen som övertog tronen, Artaserse (Artaxerxes). I slutet segrar Statira men Barsina tröstar sig med ett närliggande kungadöme.